# Parti de la nation d'Iran
Hezb-e Mellat-e Iran (en persan : حزب ملت ایران) ou "Parti de la nation d'Iran", est un parti politique libéral et nationaliste cherchant l'établissement d'une démocratie séculaire et la séparation entre le monde spirituel et le pouvoir politique en Iran.

## Histoire
Le parti a été fondé par Dariush Forouhar en 1951, qu'il a continué à diriger jusqu'à son meurtre non élucidé en 1998. Malgré le fait qu'ils partagent la même base politique et une idéologie similaire, Mellat-e Iran diffère grandement du Parti pan-iraniste, qui avait été cofondé à l'origine avec Mohsen Pezeshkpour. Au contraire de ce dernier groupe, Mellat-e Iran était contre le Chah et soutenait ardemment le premier ministre Mohammad Mossadegh. Mellat-e Iran agissait depuis une base dévouée, et a été actif pendant et immédiatement après la révolution iranienne. Après l'ascension au pouvoir de Khomeini, Mellat-e Iran, le Parti pan-iraniste, le Front national et d'autres ont été mis hors la loi et leurs partisans persécutés.
Depuis l'assassinat de Forouhar en novembre 1998, le parti est dirigé par Khosrow Seif.

## Statut légal actuel
Le parti est officiellement banni par le gouvernement iranien; ses membres sont constamment harcelés et souvent emprisonnés. L'ancienne résidence de Forouhar, qui a été un point central pour les membres du parti depuis sa mort, est sous surveillance. Les personnes qui vont à des réunions sont parfois arrêtées et emmenées pour interrogatoire. En 2003, Amnesty International a émis un rapport exprimant leur préoccupation à l'égard du cas de trois hommes qui « aurait été torturé alors qu'ils étaient détenus au secret. »